# Sztuczne odnowienie lasu

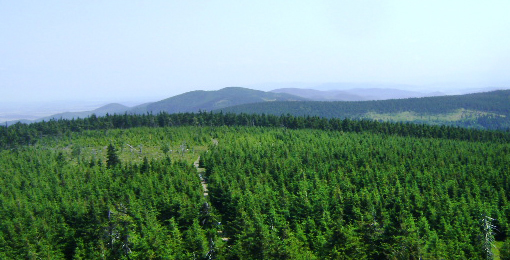
Sztuczne odnowienie lasu na Koziej Równi w Sudetach Środkowych, w Górach Sowich

Sztuczne odnowienie lasu – proces tworzenia w sposób sztuczny młodego pokolenia lasu w miejsce wyciętego drzewostanu w toku normalnego użytkowania lub po jego zniszczeniu przez klęski żywiołowe, choroby lub gradacje szkodników. Młody drzewostan w miarę swojego rozwoju i wzrostu, w przyszłości wywierać będzie istotny wpływ na kształtowanie się środowiska leśnego w określonej przestrzeni i czasie. Odnowienie sztuczne polega na wysiewie nasion na powierzchni przyszłej uprawy lub na wysadzeniu sadzonek.
Ze względu na właściwości powierzchni przeznaczonej do odnowienia i wymagania wprowadzanych gatunków stosuje się: 
- Odnowienie lasu pod osłoną drzew (odnowienie podokapowe) – polegające na stosowaniu siewu lub sadzeniu sadzonek pod okapem drzewostanu przewidzianego do usunięcia. Stosuje się wtedy, gdy wprowadzane gatunki drzew wymagają osłony, a starodrzew nie zapewnia pożądanego samosiewu ze względu na swój skład gatunkowy, pochodzenie, zdrowotność.
- Odnowienie pod osłoną krzewów – polegające na wykorzystaniu krzewów jako osłony dla wprowadzonych gatunków drzew wrażliwych na nasłonecznienie lub przymrozek w najtrudniejszym okresie ich życia, do momentu wyjścia z runa leśnego (przyziemnej warstwy).
- Odnowienie na powierzchni otwartej.

Sztuczne odnowienie lasu przebiega zawsze dzięki działaniom człowieka. Udział przyrody w procesie odnowienia ogranicza się do tworzenia warunków wzrostu dla nasadzeń lub zasiewu. Cały proces przygotowania do sadzenia (zasiewu), jak i samo sadzenie (siew) odbywa się w sposób mechaniczny bądź ręczny.
Porównanie sposobów odnowienia
W porównaniu z naturalnym, sztuczny sposób odnawiania cechuje się:
- Mniejszą różnorodnością biologiczną potomstwa.
- Gorszym zachowaniem lokalnych genotypów u różnych gatunków.
- Mniejszą złożonością składu gatunkowego i strukturą pionową drzewostanu.
- Znacznymi kosztami materiału sadzeniowego i prac odnowieniowych.
- Mniejszymi kosztami i złożonością cięć rębnych i pielęgnacji.
- Mniejszymi wymaganiami co do kompetencji administracji leśnej.
- Pełnym pokryciem terenu materiałem sadzeniowym.
- Odnowienie nie wymaga dosadzeń uzupełniających.
- Odnowienie nie wymaga cięć pielęgnacyjnych.
- Przy sztucznym odnowieniu wykorzystuje się istniejące już odnowienie naturalne.
- Możliwość wcześniejszego osiągnięcia zwarcia i odpowiedniej budowy piętrowej.
- Równomierność wysiewu, przy małej ilości wysianych nasion, oraz równomierność przyrostów wysokości sadzonek.
- Zachowanie ciągłości drzewostanu, co zgodnie z ustawą o lasach[3] jest obowiązkiem właściciela lasu.